# Вік Сахай
Вікрам «Вік» Сагай (англ. Vikram "Vik" Sahay 3 липня 1971, Оттава, Онтаріо, Канада) — канадський актор індійського походження. Найбільш відомий по ролі Лестера Пателя в телесеріалі «Чак» і Рами в сазі про Роксі Гантер.

## Життєпис та кар'єра
Вік Сахай народився в Оттаві, Канада, у батьків індійського походження і відвідував вищу школу мистецтв Кентербері в Оттаві. Продовжував вивчати акторську майстерність у Конкордському університеті в Монреалі.
Він навчився виконувати індійські класичні танці разом зі своїм братом Сідкартом Сахеєм, з яким він з'явився в 1986 році в «You can't Do That on Television». Він також з'явився в телесеріалі «Radio Active», граючи спортивного коментатора Кевіна Келвіна. Ґрунтуючись на цій роботі, він був обраний на роль Далаля Відьї в шоу «Our Hero», за яку він був номінований на канадську комедійну премію в 2002 році. Згодом він також зображував адвоката Аніл Шарму на CBC в серіалі «This Is Wonderland» в ході другого і третього сезонів.
Сахай з'явився в таких фільмах, як «Роксі Гантер і секрет похмурої примари», «Розумник Вілл Гантінґ», «Екзистенція», «Блукаюча куля», «Веселка», «Прогулянка», «Крила надії», «Голий барабанщик», «Амаль», «Перевертень» і «Афганець Люк». Зіграв боса Стіфлера у фільмі «Американський пиріг: Всі в зборі».